# JFK: Reloaded
JFK: Reloaded er et kontroversielt Edutainment first-person shooter spil som genskaber John F. Kennedy-mordet udgivet af det skotske Traffic Software.

## Gameplay
JFK: Reloaded sætter spilleren i rollen som Kennedys formodede morder, Lee Harvey Oswald.Man får point efter hvor tæt man spillede efter Warrenkommissionens rapport om mordet. Ifølge virksomheden var det primære mål med spillet "at fastlægge de mest sandsynlige kendsgerninger om, hvad der skete den 1963/11/22 ved at køre verdens første masse-deltagelse retsmedicinske konstruktion", den teori er, at en spiller kunne hjælpe med at bevise, om Lee Harvey Oswald havde "mulighed for at begå forbrydelsen", og dermed bidrage til at støtte eller afkræfte Warren Kommissionens konstateringer.

## Kritik
Reloaded blev fordømt af den nu afdøde senator Edward Kennedy , den afdøde præsident Kennedys bror, som foragtede spillet sammen med senator Joseph Lieberman.En organisation der fremmer sikre medier for børn afviser at selskabets påstand om at spillet har pædagogisk værdi. Direktør Christy Glaubke kommenterede: "Jeg vil tro, den eneste [lektionen det lærer] er, hvordan man skal være snigmorder.

### Fodnoter
1. ↑  "Omtale på M!". Arkiveret fra originalen 13. november 2010. Hentet 30. oktober 2010.
2. ↑  "Omtale på PCWorld". Arkiveret fra originalen 4. august 2010. Hentet 30. oktober 2010.